# Capnia montana
Capnia montana är en bäcksländeart som beskrevs av Douglas E. Kimmins 1947. Capnia montana ingår i släktet Capnia och familjen småbäcksländor. Inga underarter finns listade i Catalogue of Life.